# Gambetta metróállomás
A Gambetta egy metróállomás Franciaországban, Párizsban a párizsi metró 3-as és 3bis metróvonalán. Tulajdonosa és üzemeltetője a RATP.

## Metróvonalak
Az állomást az alábbi metróvonalak érintik:
- 3-as metróvonal
- 3bis metróvonal

## Kapcsolódó állomások
A metróállomáshoz az alábbi állomások vannak a legközelebb:
- Père Lachaise (Pont de Levallois - Bécon, 3-as metróvonal)
- Porte de Bagnolet (Gallieni, 3-as metróvonal)
- Pelleport (Porte des Lilas, 3bis metróvonal)